# Reddyanus kurkai
Espèce
Synonymes
- Isometrus kurkai Kovařík, 1997

Reddyanus kurkai est une espèce de scorpions de la famille des Buthidae.

## Distribution
Cette espèce se rencontre en Indonésie à Java et au Kalimantan et en Malaisie au Sarawak,.

## Description
La femelle holotype mesure 23,5 mm.

## Systématique et taxinomie
Cette espèce a été décrite sous le protonyme Isometrus kurkai par Kovařík en 1997. Elle est placée dans le genre Reddyanus par Kovařík, Lowe, Ranawana, Hoferek, Jayarathne, Plíšková et Šťáhlavský en 2016.

## Étymologie
Cette espèce est nommée en l'honneur d'Antonín Kůrka.

## Publication originale
- Kovařík, 1997 : « Isometrus (Reddyanus) kurkai sp. n. from Indonesia (Scorpiones, Buthidae). » Casopis Narodniho Muzea Rada Prirodovedna, vol. 166, no 1/4, p. 5-10 (texte intégral).